# Ctenomys minutus
Ctenomys minutus is een zoogdier uit de familie van de kamratten (Ctenomyidae). De wetenschappelijke naam van de soort werd voor het eerst geldig gepubliceerd door Nehring in 1887.

## Voorkomen
De soort komt voor in het Bolivia en Brazilië.